# Parinari parvifolia
Parinari parvifolia là một loài thực vật có hoa trong họ Cám. Loài này được Sandwith mô tả khoa học đầu tiên năm 1931.